# Santa Maria (tiểu vùng)
Santa Maria là một tiểu vùng thuộc bang Rio Grande do Sul, Brasil. Tiều vùng này có diện tích 11736 km², dân số năm 2007 là 348395 người.